# Red Krayola
Red Krayola (anciennement Red Crayola, transformé en 1968 pour des raisons légales vis-à-vis de la société de fournitures de dessin Crayola) est un groupe de rock expérimental et psychédélique américain, originaire de Houston, au Texas. Il débute dans les années 1960, formé autour de la personnalité de Mayo Thompson ; ce dernier a continué à utiliser le nom pour ses projets musicaux ultérieurs, centrés autour d'un rock d'avant-garde, très singulier, proche des travaux de Pere Ubu et source d'inspiration pour les groupes de post-punk et de post-rock.

## Biographie

### Années 1960
Le groupe est formé par des étudiants en art de l'université de St. Thomas, au Texas, en 1966. Conduit par le chanteur, guitariste et plasticien Mayo Thompson, avec le batteur Frederick Barthelme (frère des romanciers Donald Barthelme et Steven Barthelme, fils de l'architecte Donald Barthelme, Sr) et le bassiste Steve Cunningham (qui a collaboré précédemment avec Malachi sur l'album Holy Music en 1966). Ils signent chez International Artists, label dirigé par Lelan Rogers (frère de Kenny Rogers), et en 1967 sort leur premier album, The Red Crayola and the Familiar Ugly : The Parable of Arable Land. C'est un disque de rock psychédélique, où des chansons « acides » rencontrent les free form freak out, des improvisations bruitistes où le groupe se fait accompagner de nombreux amis (jusqu'à une centaine, parmi lesquels Roky Erickson des 13th Floor Elevators) qui tapent sur des casseroles, crient , etc.
Un split 45 tours, Pink Stainless Tail, avec le 13th Floor Elevators sera réédité par Radarscope Records en 1978, tout comme ce premier album. La chanson Hurricane Fighter Plane sera réenregistrée pour un autre split avec le 13th Floor Elevators.
L'album de musique minimaliste Coconut Hotel est enregistré en 1967, mais rejeté par le label pour manque de potentiel commercial. Cet album se sortira pas avant 1995. Durant cette période, le groupe joue en concert, notamment à l'université de Berkeley en Californie, et se produit avec le guitariste John Fahey ; ils enregistrent un album avec lui mais Lelan Rogers récupère les bandes et la documentation de ces enregistrements qui semblent aujourd'hui perdus. En 1998, sortira Live 1967, enregistrement d'un concert avec Frederick Barthelme, Steve Cunningham, Mayo Thompson et John Fahey.
L'année suivante paraît God Bless the Red Krayola and All Who Sail with It, disque de rock minimaliste. Cette fois, le style musical est plus calme, nettement moins bruyant, mais tout aussi étrange. Les chansons sont bizarres et jouées et chantées comme dans une semi-somnolence. On[Qui ?] pense à la lo-fi et il préfigure le post-punk. Le disque est mal reçu par les amateurs du premier disque et le groupe se sépare. En 1970, sort un 45 tours de Saddlesore, Old Tom Clark/Pig Ankle Strut, sur le label Texas Revolution, avec Rick Barthelme, Frank Davis, Mayo Thompson, et Cassell Webb.

### Années 1970-1980

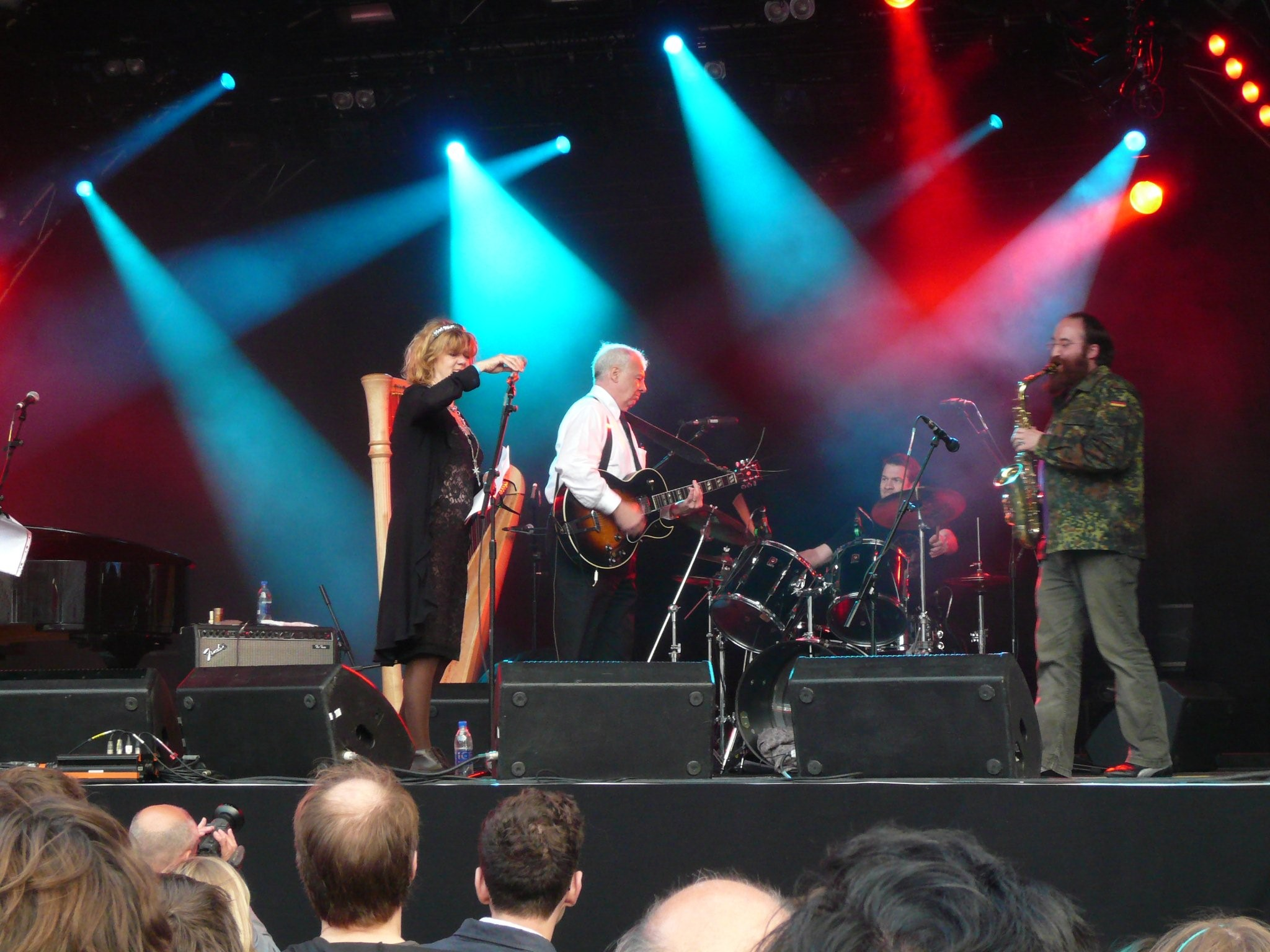
Red Krayola en concert.

Mayo Thompson travaille avec le batteur américain Jesse Chamberlain (membre ultérieur des Necessaries avec Arthur Russel et Ernie Brooks, accompagnateur avec ce dernier de Elliott Murphy). Tous deux, ils enregistrent le 45 tours Wives in Orbit (1978).
Ce sont aussi des années de collaborations variées avec des artistes visuels et des musiciens de la scène indépendante anglaise et américaine : avec les artistes de Art and Language (Michael Baldwin, Philip Pilkington) que Mayo Thompson a décrit comme « les pires salauds du quartier », pour l'album Corrected slogans; pour l'album Soldier Talk (1979), avec le souffleur de ska Dick Cuthell, Christine Thompson, Lora Logic de X-Ray Spex et Essential Logic et les musiciens de Pere Ubu : Tom Herman, Scott Krauss, Tony Maimone, Allen Ravenstine, David Thomas; pour le maxi Micro-Chips & Fish (1979) avec Angus Gaye d'Aswad, Epic Soundtracks des Swell Maps, le bassiste reggae George Oban, Gina Birch de The Raincoats, Lora Logic.
Deux autres albums sont cosignés avec Art and Language : The Red Krayola with Art and Language : Kangaroo? (1981), et The Red Krayola with Art and Language : Black Snakes, (1983). Mayo Thompson enregistre aussi avec des artistes allemands comme le plasticien Albert Oehlen, le peintre Werner Büttner, le musicien de la Neue Deutsche Welle Andreas Dorau, le musicien de free jazz Rüdiger Carl. Ces collaborations allemandes se poursuivent jusqu'au début des années 1990. Une collaboration avec Dieter Moebius (de Cluster) et Conny Plank, enregistrée en 1983, Ludwig's law sortira en 1998.

### Depuis 1990
Dans les années 1990, le groupe trouve de nouveaux fans et de nouveaux contributeurs dans la scène post-rock de Chicago, et au label Drag City Records. Le 45 tours 4teen / stink program (1994, Drag City) est un tournant qui voit une collaboration avec Werner Büttner, Albert Oehlen (qui continue à enregistrer avec le groupe aujourd'hui.) et David Grubbs, figure du post-rock avec Gastr del Sol et bien d'autres collaborations. Mayo Thompson travaillera avec Jim O'Rourke, John McEntire de Tortoise, Tom Watson de Slovenly etc.
Entre 1990 et 2016, quatre collaborations entre Art and Language (Michael Baldwin, Mel Ramsden, Charles Harrison) et la formation américanisée voient le jour : The Red Krayola with Art and Language : Sighs Trapped by Liars (septembre 2007), The Red Krayola with Art and Language : Five American Portraits (janvier 2010), et The Red Krayola with Art and Language : Baby and Child Care (mai 2016). Le Château de Montsoreau-Musée d'Art Contemporain, dont la collection constitue le plus gros fonds mondial d'œuvres du collectif Art and Language, ouvre en août 2016 une salle consacrée à la collaboration entre The Red Krayola et Art and Language.

## Art and Language
Mayo Thompson prend conscience de ce qu'est Art and Language quand il rencontre Christine Kozlov, une artiste conceptuelle américaine. Elle lui présentera Dan Graham avec qui elle avait créé le Musée de l'art normal. Alors que les activités du Red Krayola sont en suspens, Thompson rencontre Michael Baldwin et Philip Pilkington une conférence de Art and Language en 1972 à New York. Michael Baldwin commencera à lui envoyer des paroles et Thompson les mettra en musique et les jouera, alors qu'il était en 1973 devenu l'assistant de Robert Rauschenberg. Cette collaboration donnera un premier album sous le nom de Music-Language : Corrected Slogans (1976). Même si le nom du Red Krayola n'est pas mentionné, cet album est considéré des deux côtés, de la part de Art & Language et de Mayo Thompson, comme une collaboration entre le Red Krayola et Art & Language.
En 1976, Art & Language rencontre des problèmes internes entre les branches Américaines et Anglaises. Finalement, la destinée du groupe reste dans les mains de Michael Baldwin, Charles Harrison et Mel Ramsden, qui retournent en Angleterre. Ils y sont très tôt rejoints par Mayo Thompson, qui ressuscitera le Red Crayola avec un "c", ne rencontrant pas les mêmes problèmes de copyright qu'aux États-Unis. Ceci donnera les deux albums Kangaroo? (1981) et Black Snakes (1983), Art & Language écrivant les paroles et le Red Krayola les mettant en musique. Un livret d'opéra est parallèlement écrit par Art & Language, Victorine (1981), Mayo Thompson en jouera un acte pendant la biennale du Whitney Museum of American Art en 2012. Après un creux d'une vingtaine d'années, la collaboration entre le Red Krayola et Art & Language reprend avec les trois albums Sighs trapped by Liars (2007), Five american Portraits (2010) et Baby and Child Care (2016). Interrogé par Wilfried Paris en 2012 sur les liens entre l'art contemporain et la musique, Mayo Thompson répondra : « Les liens peuvent être bons, mais je préfère les nœuds ».
En novembre 2013, une performance conjointe entre le Red Krayola et Art & Language a lieu au MACBA, Barcelona, Lettres au Jackson Pollock Bar, à la manière du Red Krayola, lors de la rétrospective du collectif.

## Discographie

### Autres
- Présent sur l'album Fingerpainting de 1999, Frederick Barthelme est devenu écrivain et professeur à l'université du Southern Mississippi.
- Steve Cunningham est aussi crédité comme musicien sur Fingerpainting.